# Мис Білоусова
Мис Білоусова - мис на сході Антарктиди, розташований неподалік від островів Янг, Бакл і Стерж. Частина Території Росса, на яку претендує Нова Зеландія.

## Історія
Відкритий в результаті радянської антарктичної експедиції 1958 року і названа на честь радянського полярного капітана Михайла Петровича Бєлоусова.